# Nacionalni parkovi i parkovi prirode Bosne i Hercegovine
U Bosni i Hercegovini postoje četiri nacionalna parka, pet parkova prirode i tri zaštićena krajolika.
Nacionalni parkovi su Sutjeska, Kozara, Una i Drina. Parkovi prirode su Bardača, Blidinje, Hutovo blato, vodopad Skakavac i Vrelo Bosne, a zaštićeni krajolici Bijambare, kanjon Miljacke i Trebević. Perućica unutar Nacionalnog parka Sutjeska posljednja je prašuma u Europi.

## Vanjske poveznice
- NP Kozara
- PP Hutovo Blato
- NP Una